# Киновселенная Bubble
Киновселенная Bubble — российская медиафраншиза, основанная на комиксах российского издательства Bubble Comics, разработанная киностудией Bubble Studios.
Первым фильмом франшизы стал «Майор Гром: Чумной Доктор», вышедший в 2021 году. В 2023 году вышел приквел «Гром: Трудное детство», а в 2024 году вышел сиквел — «Майор Гром: Игра». Также Bubble Studios совместно с компанией «Кинопоиск» разрабатывают сериал «Фурия» по одноимённому комиксу.

## Фильмы
| Фильм                     | Дата выхода   | Режиссёр    | Сценарист(ы) | Продюсер(ы)                                                                                    | Статус       |
| ------------------------- | ------------- | ----------- | --- | ---------------------------------------------------------------------------------------------- | ------------ |
| Майор Гром: Чумной Доктор | 1 апреля 2021 | Олег Трофим | Артём Габрелянов, Роман Котков, Евгений Еронин, Александр Ким, Валентина Тронова, Николай Титов, Владимир Беседин | Артём Габрелянов, Михаил Китаев, Роман Котков, Евгений Еронин, Ольга Филипук, Владимир Беседин | Выпущены     |
| Гром: Трудное детство     | 1 января 2023 | Олег Трофим | Артём Габрелянов, Евгений Федотов, Екатерина Краснер, Олег Трофим                                                 | Артём Габрелянов, Михаил Китаев, Ольга Филипук                                                 | Выпущены     |
| Майор Гром: Игра          | 23 мая 2024   | Олег Трофим | Артём Габрелянов, Николай Шишкин, Екатерина Краснер                                                               | Артём Габрелянов, Михаил Китаев, Ольга Филипук                                                 | Выпущены     |
| Бесобой                   | 2026          | ТВА         | ТВА | ТВА                                                                                            | В разработке |
| Майор Гром 3              | 2027          | ТВА         | ТВА | ТВА                                                                                            | В разработке |
| Бесобой 2                 | 2028          | ТВА         | ТВА | ТВА                                                                                            | В разработке |
| Время Ворона              | 2029          | ТВА         | ТВА | ТВА                                                                                            | В разработке |

Фильмы взяли от оригинальных комиксов лишь общие черты и персонажей, сюжет же претерпел существенные изменения, а фильм «Гром: Трудное детство» вообще не основан на комиксах и полностью создан по оригинальному сценарию.

### «Майор Гром: Чумной Доктор» (2021)
Тизер впервые был показан 30 сентября 2017 года на фестивале «ИгроМир / Comic Con Russia 2017», после чего фильм на некоторое время столкнулся со сложностями в производстве — команда была распущена и собрана заново, а концепция картины была переделана с чистого листа. Спустя три года на фестивале Comic Con Russia 2020 был представлен полноценный трейлер, где была анонсирована дата выхода — 8 апреля 2021 года, однако впоследствии дату релиза перенесли на неделю раньше — на 1 апреля. Онлайн-премьера состоялась 5 мая 2021 года в онлайн-кинотеатрах «КиноПоиск HD» и Netflix. 27 декабря состоялась премьера режиссёрской версии, в которую вошли вырезанные сцены. 26 августа 2022 года фильм впервые был показан на телевидении, в эфире телеканала «Россия-1».

### «Гром: Трудное детство» (2023)
Фильм вышел сразу на стриминговом сервисе «КиноПоиск HD». Роль юного Игоря Грома исполнил актёр Кай Гетц, а режиссёром в очередной раз выступил Олег Трофим. Премьера состоялась 1 января 2023 года. Фильм получил умеренно-положительные отзывы критиков.

### «Майор Гром: Игра» (2024)
Первые сообщения о разработке продолжения фильма «Майор Гром: Чумной Доктор» появились ещё в ноябре 2022 года. Тогда ряд инсайдеров заявили о том, что планируется адаптация сюжетной арки под названием «Игра».
Съёмки фильма «Майор Гром: Игра» прошли с марта по июль 2023 года. К ролям вернулись актёры первого фильма, также появятся некоторые персонажи из комиксов. Появится и совершенно новый персонаж по имени Призрак. По словам Артёма Габрелянова, продюсера и одного из сценаристов фильма, проект покажет, как на Игоря Грома повлияет популярность, свалившаяся на него после событий «Чумного Доктора».
Премьера фильма «Майор Гром: Игра» состоялась 23 мая 2024 год.

## Сериалы
| Сериал     | Сезон | Эпизоды | Премьерный показ | Премьерный показ | Режиссёр     | Статус       |
| Сериал     | Сезон | Эпизоды | Премьера сезона  | Финал сезона     | Режиссёр     | Статус       |
| ---------- | ----- | ------- | ---------------- | ---------------- | ------------ | ------------ |
| Фурия      | 1     | ТВА     | 2026             | ТВА              | Филипп Юрьев | В разработке |
| Мироходцы  | 1     | ТВА     | 2027             | ТВА              | ТВА          | В разработке |
| Экслибриум | 1     | ТВА     | 2028             | ТВА              | ТВА          | В разработке |
| Фурия      | 2     | ТВА     | 2029             | ТВА              | TBA          | В разработке |

### «Фурия»
Ещё до съёмок дебютных картин студии, короткометражной и полнометражной экранизаций комиксов о майоре Громе, Артём Габрелянов рассказывал о планах снимать киноадаптации и других комиксов издательства Bubble, если первые фильмы окажутся успешными. Успешность «Майора Грома: Чумной Доктор» оказалась неоднозначной: несмотря на кассовый провал, фильм добился популярности на стриминговых платформах. В связи с этим авторы отмечали, что продолжат создание киноадаптаций, но, вероятнее, уже по заказу и финансированию онлайн-кинотеатров вроде «КиноПоиск HD» и Netflix. Анонс сериала состоялся 1 октября 2021 года. Продюсерами сериала выступят Артём Габрелянов, Михаил Китаев и Ольга Филипук, а начало съёмок планировалось на 2023 год.

## Актёры и персонажи
| Персонажи                                        | Фильмы                                           | Фильмы                                                                                            | Фильмы                                           | Сериалы                                          | Сериалы                                          | Фильм                                            | Сериал                                           | Фильм                                            | Сериал                                           | Фильм                                            | Сериал                                           | Фильм                                            |
| Персонажи                                        | Майор Гром: Чумной Доктор                        | Гром: Трудное детство                                                                             | Майор Гром: Игра                                 | Майор Гром: Сериал                               | Фурия 1 сезон                                    | Бесобой                                          | Мироходцы                                        | Майор Гром 3                                     | Экслибриум                                       | Бесобой 2                                        | Фурия 2 сезон                                    | Время Ворона                                     |
| Появившиеся в фильме «Майор Гром: Чумной Доктор» | Появившиеся в фильме «Майор Гром: Чумной Доктор» | Появившиеся в фильме «Майор Гром: Чумной Доктор»                                                  | Появившиеся в фильме «Майор Гром: Чумной Доктор» | Появившиеся в фильме «Майор Гром: Чумной Доктор» | Появившиеся в фильме «Майор Гром: Чумной Доктор» | Появившиеся в фильме «Майор Гром: Чумной Доктор» | Появившиеся в фильме «Майор Гром: Чумной Доктор» | Появившиеся в фильме «Майор Гром: Чумной Доктор» | Появившиеся в фильме «Майор Гром: Чумной Доктор» | Появившиеся в фильме «Майор Гром: Чумной Доктор» | Появившиеся в фильме «Майор Гром: Чумной Доктор» | Появившиеся в фильме «Майор Гром: Чумной Доктор» |
| ------------------------------------------------ | ------------------------------------------------ | ------------------------------------------------------------------------------------------------- | ------------------------------------------------ | ------------------------------------------------ | ------------------------------------------------ | ------------------------------------------------ | ------------------------------------------------ | ------------------------------------------------ | ------------------------------------------------ | ------------------------------------------------ | ------------------------------------------------ | ------------------------------------------------ |
| Игорь Гром Майор Гром                            | Тихон Жизневский                                 | Кай Гетц (в детстве)Тихон Жизневский (камео)Дмитрий Дрига (в 15 лет)Дмитрий Барышников (в 18 лет) | Тихон Жизневский                                 | Тихон Жизневский                                 | Тихон Жизневский (камео)                         |                                                  |                                                  | Тихон Жизневский                                 |                                                  |                                                  |                                                  | Тихон Жизневский                                 |
| Фёдор Прокопенко                                 | Алексей Маклаков                                 | Алексей Ведёрников (в молодости)                                                                  | Алексей Маклаков                                 | Алексей Маклаков                                 |                                                  |                                                  |                                                  |                                                  |                                                  |                                                  |                                                  |                                                  |
| Юлия Пчёлкина                                    | Любовь Аксёнова                                  | Любовь Аксёнова (камео)                                                                           | Любовь Аксёнова                                  | Любовь Аксёнова                                  |                                                  |                                                  |                                                  |                                                  |                                                  |                                                  |                                                  |                                                  |
| Сергей Разумовский Чумной Доктор                 | Сергей ГорошкоМакар Мартьянов (в детстве)        | Сергей Горошко (камео)                                                                            | Сергей Горошко                                   | Сергей Горошко                                   |                                                  |                                                  |                                                  |                                                  |                                                  |                                                  |                                                  |                                                  |
| Доктор Вениамин Рубинштейн                       | Константин Хабенский (камео)                     | Константин Хабенский (камео)                                                                      | Константин Хабенский                             | Константин Хабенский                             |                                                  |                                                  |                                                  |                                                  |                                                  |                                                  |                                                  |                                                  |
| Софа                                             | Александра Черкасова                             | Александра Черкасова                                                                              | Александра Черкасова                             | Александра Черкасова                             |                                                  |                                                  |                                                  |                                                  |                                                  |                                                  |                                                  |                                                  |
| Игнат «Бустер» Шпунько                           | Киевстонер                                       | Владимир Яганов (в детстве)                                                                       |                                                  | Киевстонер                                       |                                                  |                                                  |                                                  |                                                  |                                                  |                                                  |                                                  |                                                  |
| Константин Гром                                  | Александр Удалов                                 | Сергей Марин                                                                                      |                                                  | Александр Удалов                                 |                                                  |                                                  |                                                  |                                                  |                                                  |                                                  |                                                  |                                                  |
| Дмитрий Дубин                                    | Александр Сетейкин                               |                                                                                                   | Александр Сетейкин                               | Александр Сетейкин                               |                                                  |                                                  |                                                  |                                                  |                                                  |                                                  |                                                  |                                                  |
| Олег Волков Призрак                              | Дмитрий Чеботарёв                                |                                                                                                   | Дмитрий Чеботарёв                                | Дмитрий Чеботарёв                                |                                                  |                                                  |                                                  |                                                  |                                                  |                                                  |                                                  |                                                  |
| Анна Теребкина                                   | Юлия Паршута                                     |                                                                                                   | Юлия Паршута                                     | Юлия Паршута                                     |                                                  |                                                  |                                                  |                                                  |                                                  |                                                  |                                                  |                                                  |
| Елена Прокопенко                                 | Анастасия Немоляева                              |                                                                                                   | Анастасия Немоляева                              | Анастасия Немоляева                              |                                                  |                                                  |                                                  |                                                  |                                                  |                                                  |                                                  |                                                  |
| Лёша Макаров                                     | Олег Чугунов                                     |                                                                                                   |                                                  | Олег Чугунов                                     |                                                  |                                                  |                                                  |                                                  |                                                  |                                                  |                                                  |                                                  |
| Евгений Стрелков                                 | Михаил Евланов                                   |                                                                                                   |                                                  | Михаил Евланов                                   |                                                  |                                                  |                                                  |                                                  |                                                  |                                                  |                                                  |                                                  |
| Появившиеся в фильме «Гром: Трудное детство»     |                                                  |                                                                                                   |                                                  |                                                  |                                                  |                                                  |                                                  |                                                  |                                                  |                                                  |                                                  |                                                  |
| Алексей Прищуров                                 |                                                  | Олег Ягодин                                                                                       | Олег Ягодин                                      | Олег Ягодин                                      |                                                  |                                                  |                                                  |                                                  |                                                  |                                                  |                                                  |                                                  |
| Елена Хмурова Анубис                             |                                                  | Ирина Розанова                                                                                    |                                                  |                                                  |                                                  |                                                  |                                                  |                                                  |                                                  |                                                  |                                                  |                                                  |
| Юрий Смирнов                                     |                                                  | Даниил Воробьёв                                                                                   |                                                  |                                                  |                                                  |                                                  |                                                  |                                                  |                                                  |                                                  |                                                  |                                                  |
| Анатолий Вродин                                  |                                                  | Михаил Парыгин                                                                                    |                                                  |                                                  |                                                  |                                                  |                                                  |                                                  |                                                  |                                                  |                                                  |                                                  |
| Глашатай                                         |                                                  | Антон Адасинский                                                                                  |                                                  |                                                  |                                                  |                                                  |                                                  |                                                  |                                                  |                                                  |                                                  |                                                  |
| Появившиеся в фильме «Майор Гром: Игра»          |                                                  |                                                                                                   |                                                  |                                                  |                                                  |                                                  |                                                  |                                                  |                                                  |                                                  |                                                  |                                                  |
| Август ван дер Хольт                             |                                                  |                                                                                                   | Матвей Лыков                                     | Матвей Лыков                                     | Матвей Лыков                                     |                                                  |                                                  |                                                  |                                                  |                                                  |                                                  |                                                  |
| Мария Архипова                                   |                                                  |                                                                                                   | Ольга Сутулова                                   | Ольга Сутулова                                   |                                                  |                                                  |                                                  |                                                  |                                                  |                                                  |                                                  |                                                  |
| Отто Шрайбер                                     |                                                  |                                                                                                   | Андрей Трушин                                    | Андрей Трушин                                    |                                                  |                                                  |                                                  |                                                  |                                                  |                                                  |                                                  |                                                  |
| Появившиеся в первом сезоне сериала «Фурия»      |                                                  |                                                                                                   |                                                  |                                                  |                                                  |                                                  |                                                  |                                                  |                                                  |                                                  |                                                  |                                                  |
| Ника Чайкина Красная Фурия                       |                                                  |                                                                                                   |                                                  |                                                  | TBA                                              |                                                  |                                                  |                                                  |                                                  |                                                  | TBA                                              | TBA                                              |
| Появившиеся в фильме «Бесобой»                   |                                                  |                                                                                                   |                                                  |                                                  |                                                  |                                                  |                                                  |                                                  |                                                  |                                                  |                                                  |                                                  |
| Данила Рыков Бесобой                             |                                                  |                                                                                                   |                                                  |                                                  |                                                  | TBA                                              |                                                  |                                                  |                                                  | TBA                                              |                                                  | TBA                                              |
| Появившиеся в сериале «Мироходцы»                |                                                  |                                                                                                   |                                                  |                                                  |                                                  |                                                  |                                                  |                                                  |                                                  |                                                  |                                                  |                                                  |
| Андрей Радов Инок                                |                                                  |                                                                                                   |                                                  |                                                  |                                                  |                                                  | TBA                                              |                                                  |                                                  |                                                  |                                                  | TBA                                              |
| Появившиеся в сериале «Экслибриум»               |                                                  |                                                                                                   |                                                  |                                                  |                                                  |                                                  |                                                  |                                                  |                                                  |                                                  |                                                  |                                                  |
| Лилия Романова                                   |                                                  |                                                                                                   |                                                  |                                                  |                                                  |                                                  |                                                  |                                                  | TBA                                              |                                                  |                                                  |                                                  |

## Хронология событий
- Майор Гром: Чумной Доктор — сцены из детства Сергея Разумовского
- Гром: Трудное детство — основная часть фильма
- Майор Гром: Чумной Доктор — основная часть фильма
- Майор Гром: Игра — сцены с проникновением Олега Волкова в камеру Сергея Разумовского
- Гром: Трудное детство — финальные сцены со взрослым Игорем Громом и с Вениамином Рубинштейном и Сергеем Разумовским в лечебнице
- Майор Гром: Игра — основная часть фильма

## Приём

### Бюджет и сборы
| Фильм                     | Дата релиза   | Бюджет       | Сборы        | Ссылки |
| ------------------------- | ------------- | ------------ | ------------ | ------ |
| Майор Гром: Чумной Доктор | 1 апреля 2021 | ₽640 000 000 | ₽328 000 000 | [ 29 ] |
| Гром: Трудное детство     | 1 января 2023 | N/A          | N/A          |        |
| Майор Гром: Игра          | 23 мая 2024   | N/A          | ₽575 860 524 |        |
| Всего                     | Всего         | ТВА          | ТВА          |        |

## Музыка

### Саундтреки
| Название                  | Дата релиза   | Длительность | Композитор        | Лейбл         |
| ------------------------- | ------------- | ------------ | ----------------- | ------------- |
| Майор Гром: Чумной Доктор | 1 апреля 2021 | 39:27        | Роман Селивёрстов | Яндекс.Музыка |
| Гром: Трудное детство     | 1 января 2023 | 22:04        | Роман Селивёрстов | Яндекс.Музыка |

### Синглы
| Название     | Автор             | Исполнитель   | Лейбл         | Примечание |
| ------------ | ----------------- | ------------- | ------------- | ---------- |
| Поезд в огне | Борис Гребенщиков | Леван Горозия | Яндекс.Музыка | [ 30 ]     |

## Другие медиасферы

### Комиксы
| Название                              | Дата публикации  | Автор | Художник                                                                                          | Примечание               | Источник                    |
| ------------------------------------- | ---------------- | --- | ------------------------------------------------------------------------------------------------- | ------------------------ | --------------------------- |
| Майор Гром: Герой навсегда            | октябрь 2020     | Алексей Волков, Артём Габрелянов, Кирилл Кутузов, Евгений Еронин, Алексей Замский, Денис Попов, Роман Коротков | Алексей Горбут, Арина Ерофеева, Олег Чудаков, Далибор Талайч, Джамиля Зульпикарова, Юлия Гарибова | сборник историй          | [ 31 ]                      |
| Гром: Трудное детство                 | 10 сентября 2022 | Артём Габрелянов                                                                                               | Евгений Яковлев                                                                                   | сборник историй к фильму | [ 32 ] [ 33 ] [ 34 ]        |
| Гром: Трудное детство. Восход Анубиса | декабрь 2022     | Артём Габрелянов                                                                                               | Андрей Васин                                                                                      | предыстория к фильму     | [ 35 ] [ 36 ] [ 37 ] [ 38 ] |

### Сериалы
| Название                      | Примечание                  | Источник      |
| ----------------------------- | --------------------------- | ------------- |
| Майор Гром: Ограбление Online | Веб-сериал приквел к фильму | [ 39 ] [ 40 ] |

## Награды
- Постер фильма «Гром: Трудное детство» получил российскую премию в области телевизионного маркетинга, продвижения и дизайна «Медиабренд-2022» в двух категориях: «Лучший постер» (третье место) и «Лучшая оригинальная идея, креатив в офф-лайн продвижении» за «пасхальное яйцо» с номером телефона на постере с Игорем Громом (второе место)[41].